# Padbol
Padbol ou padebol é um esporte fusão concebido em 2008, na cidade de La Plata por Gustavo Miguens. O esporte está presente em 15 países e já realizou duas Copas do Mundo em 2013 e 2014.

## História
O Padbol foi criado em La Plata em 2008 por Gustavo Miguens, que procurou dar mais dinamismo para o popular futebol-tênis. Introduziu regras simples, dinamismo e variabilidade de rebotes, para fazer do Padbol um esporte moderno e divertido. Padbol tem quadras em Argentina, Espanha, Itália, Uruguai, México, Portugal, Suécia e Roménia e em breve na Inglaterra, Austrália, Bolívia, França, Dinamarca e Panamá.

## Regras do jogo

### Quadra

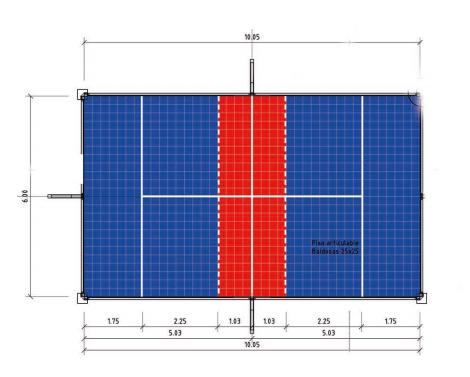
Áreas na pista

A quadra tem 10 m de comprimento, e sua largura é de 6 m. 

### Saque ou serviço
Posição do saque e pontuação igual ao Padel e Ténis. No saque deve-se quicar a bola antes de chutá-la para o campo oposto. Como este golpe deve inevitavelmente fazer-se com o pé, irá colocar a bola em jogo para iniciar cada ponto e tem as seguintes características:
- O servidor deve ficar com os dois pés atrás da linha de serviço para a esquerda ou direita, conforme o caso, da extensão imaginária da linha central do chute na parede traseira do seu campo.
- O jogador que iniciar deve fazer a bola quicar dentro da mesma área que está habilitado para suportar.

#### Volta do saque, o “let”.
Terá volta e se jogará o ponto novamente quando:
- A bola servida toca a rede, cabos, parafusos ou lateral tira e logo quique na zona correta e não seja falta.
- Um saque, certo ou faltoso, seja enviado quando o receptor não esteja pronto.

#### Saque que toca num jogador
Se, após a bola servida toca o destinatário ou o seu companheiro nos braços e/ou nas mãos antes ou depois de ter lançado com sucesso, o sacador ganha o ponto, exceto para o pé, tronco, pernas ou cabeça do receptor para retornar em circunstâncias corretas. Se fosse assim, mas depois que a bola tenha tocado a rede, banda, cabo, parafusos, então será Volta do Saque.

### Bola em jogo
Toques de cada lado, mínimo de 2 (dois) no máximo 3 (três). A bola estará em jogo desde que se faça serviço e, exceto que se fale "Falta" ou "Volta", permanecerá em jogo até que se decida o ponto. Durante este tempo, a bola é golpeada alternadamente por um e outro jogador da mesma equipe no máximo de três toques, e um mínimo de dois. Se ambos os jogadores da mesma equipe acertar a bola de forma simultânea ou consecutivamente, será ilegal e perderá o ponto, depois de esgotado a terceira jogada a bola deverá ser impulsionada para o campo rival, onde a equipe adversária e também deverá tocar três vezes no máximo e mínimo de dois.

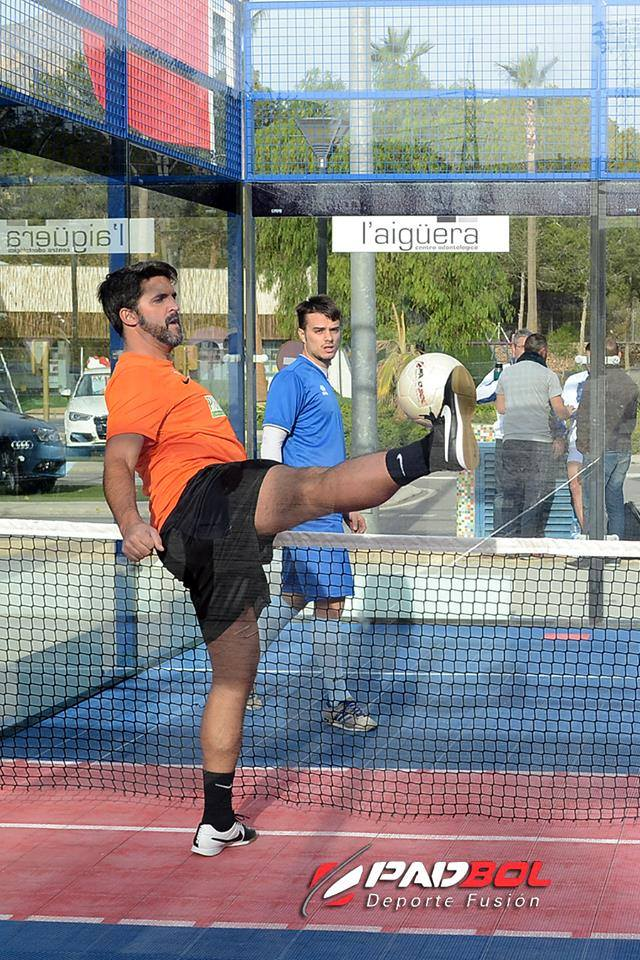
Voleio

As paredes podem ser usadas para causar rebotes para o campo adversário com um só toque ou golpe, desde que ele tenha quicado na área de jogo ao ser devolvido o saque e em todos os casos quando a bola está em jogo.

#### Devolução válida com um toque
A devolução com um toque é permitida com uma prévia batida na parede do próprio campo. O retorno com um toque é permitido dentro das regras, desde que antes de passar para o campo oposto à bola deverá tocar nas paredes laterais, ou seja, o jogador deverá fazer a sua jogada contra a parede antes de passar a rede para o campo adversário.

### Voleio
O voleio (retorno sem toque na parede) é permitido em contato com a área vermelha (1 m da rede) seja antes o depois do quique. Após a colocação do jogo do saque um jogador não poderá bater na bola aérea após a primeira devolução. A partir deste momento a bola poderá ser voleiada por qualquer jogador e com qualquer parte do corpo, com exceção dos braços, antebraços e mãos, enquanto ele estiver em contato com a chamada zona vermelha (1 m a partir da rede).

## Padbol no mundo
- Argentina
- Austrália
- Bolivia
- Brasil
- Dinamarca
- Espanha
- França
- Inglaterra
- Itália
- México
- Panamá
- Portugal
- Romênia
- Suécia
- Uruguai

## Competições

### Copa do Mundo de Padbol

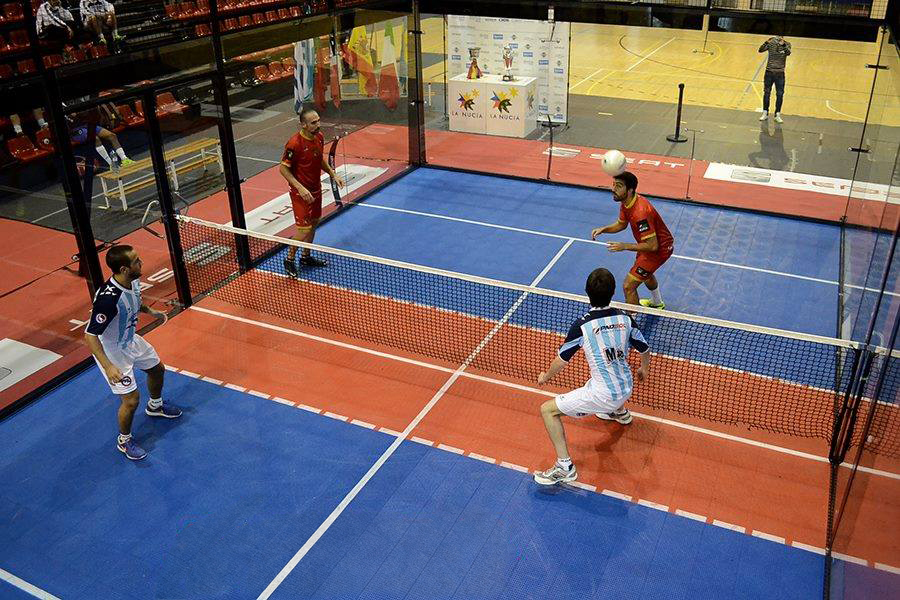
Jogo na Copa do Mundo - Argentina vs Espanha

Em março de 2013, foi disputada a primeira Copa do Mundo do Padbol em La Plata, Argentina. A dupla espanhola formada por Eleazar Toni Ocaña e Palacios foram os campeões. A segunda Copa do Mundo foi em Alicante, Espanha em novembro de 2014. Juan Alberto Ramón e Juan Miguel Hernández foram os campeões. A terceira edição será em 2016 em Punta del Este, Uruguai.

## Ranking

### Ranking atual[11]
| Melhores jogadores em 2014   |                      |        |
| Posiçao                      | Duplas               | Pontos |
| 1                            | ESP Ocaña/Palacios   | 2450   |
| 2                            | ESP Ramón/Hernández  | 2200   |
| 3                            | ESP Barceló/Suau     | 1400   |
| 4                            | ARG Maidana/Narbaitz | 1150   |
| 5                            | ARG Aguirre/Aracil   | 1050   |
| Lista completa em padbol.com |                      |        |